# Voraptus affinis
Espèce
Voraptus affinis est une espèce d'araignées aranéomorphes de la famille des Pisauridae.

## Distribution
Cette espèce est endémique du KwaZulu-Natal en Afrique du Sud,. Elle se rencontre vers eThekwini.

## Description
La femelle holotype mesure 7,2 mm.
La femelle décrite par Haddad en 2022 mesure 7,20 mm.

## Systématique et taxinomie
Cette espèce a été décrite par Lessert en 1925.

## Publication originale
- Lessert, 1925 : « Araignées du sud de l'Afrique (suite). » Revue Suisse de Zoologie, vol. 32, p. 323-365 (texte intégral).